# Cantonul Belvès
Cantonul Belvès este un canton din arondismentul Sarlat-la-Canéda, departamentul Dordogne, regiunea Aquitania, Franța.

## Comune
- Belvès (reședință)
- Carves
- Cladech
- Doissat
- Grives
- Larzac
- Monplaisant
- Sagelat
- Saint-Amand-de-Belvès
- Sainte-Foy-de-Belvès
- Saint-Germain-de-Belvès
- Saint-Pardoux-et-Vielvic
- Salles-de-Belvès
- Siorac-en-Périgord